# دانیل ا. پورتنوین
دانیل ا. پورتنوین (انگلیسی: Daniel A. Portnoy؛ زادهٔ ۱۹۵۶) فرهنگستان، میکروبیولوژیست اهل ایالات متحده آمریکا و از برندگان جایزه آکادمی ملی علوم است.